# Confidencia
Confidencia és una pel·lícula dramàtica espanyola del 1947 dirigida per Jerónimo Mihura Santos i escrita pel seu germà Miguel Mihura. Fou protagonitzada per Sara Montiel.

## Sinopsi
El doctor Barde li fa una confidència al seu amic Carlos Selgas després de rebre un homenatge com al millor cirurgià d'Europa. De jove Barde va cometre un crim, embriagat per la sang que veia diàriament a l'hospital. Va assassinar una dona desconeguda a sang freda a ganivetades, i ho descriu amb tota cruesa. El fet, segons les males llengües, es basava en un cas real ben conegut de l'alta societat madrilenya.

## Repartiment
- Julio Peña... Carlos Selgas
- Sara Montiel... Elena
- Guillermo Marín... Doctor Barde
- José Isbert 	... Don Mauricio
- Félix Fernández ... Doctor Elías
- Julia Lagos... Ama del cafè
- José Prada... 	Doctor Vives
- Antonio Riquelme... 	Redactor

## Premis
La pel·lícula va aconseguir un premi econòmic de 250.000 ptes, als premis del Sindicat Nacional de l'Espectacle de 1947.